# 레이몬드 웨일
레이몬드 웨일(Raymond Weil) 또는 레이몬드 웨일 제네브 SA(Raymond Weil Genève SA)는 1976년 레이몬드 웨일과 시몬 베다에 의해 제네바에서 설립된 스위스 고급 시계 제조업체이다. 시몬 베다와 그녀의 아들은 1996년 회사를 떠나 베댓(Bedat & Co.)을 설립했다.
웨일은 2002년 은퇴할 때까지 회사를 이끌었고 2014년에 세상을 떠났다. 웨일의 손자인 엘리 베른하임이 2014년부터 CEO를 맡고 있다.

## 역사
웨일은 처음에는 제네바의 가판대에서 접이식 브리지 테이블을 통해 자신의 디자인을 판매했다. 이 제품군에는 전통적인 스프링 구동 방식과 톱니바퀴 구동 방식의 스위스 기계식 시계, 그리고 쿼츠 구동 시계가 모두 포함되었다. 그는 이러한 시계들을 국제적으로 저가 고급 시계 구매자들을 대상으로 마케팅했다.
2018년 7월, 회사는 영국 본사를 맨체스터의 성 베드로 광장으로 이전했다.
2023년, 이 브랜드는 최신 모델인 밀레짐 스몰 세컨즈(Millesime Small Seconds)로 시계계의 "오스카상"으로 불리는 제네바 시계 그랑프리(GPHG) 어워드에서 챌린지 상을 수상하면서 부활을 경험했다.